# Jayson Henning
Jayson Henning (ur. 13 sierpnia 1990) – południowoafrykański lekkoatleta specjalizujący się w rzucie oszczepem.
Czwarty zawodnik mistrzostw Afryki (2012).
Rekord życiowy: 78,77 (25 maja 2013, Potchefstroom).

## Osiągnięcia
| Rok  | Impreza            | Miejsce    | Pozycja           | Wynik |
| ---- | ------------------ | ---------- | ----------------- | ----- |
| 2012 | Mistrzostwa Afryki | Porto-Novo | 4. miejsce        | 67,98 |
| 2013 | Uniwersjada        | Kazań      | el. – 17. miejsce | 68,63 |